# Elias Kachunga
Elias Kachunga (* 22. April 1992 in Köln) ist ein deutsch-kongolesischer Fußballspieler. Der Sohn einer Deutschen und eines Kongolesen war zuletzt beim englischen Drittligaclub Bolton Wanderers aktiv und absolvierte 2017 ein Länderspiel für die Nationalmannschaft der Demokratischen Republik Kongo.

## Karriere

### Vereine
Kachunga begann mit drei Jahren bei Eintracht Köln mit dem Fußballspielen. Er wechselte später in die Jugendabteilung von Fortuna Köln.
Von 2000 bis 2005 spielte er im Kreis Mettmann, vier Jahre für die SSVg 06 Haan, ein Jahr für den VfB Hilden und wechselte danach in die Jugendabteilung von Borussia Mönchengladbach. Gegen Ende der Saison 2009/10 kam er auch erstmals für die in der Regionalliga West spielende Zweitmannschaft zum Einsatz; zur Saison 2010/11 rückte Kachunga in den Profikader auf. Sein Bundesligadebüt gab er am 17. Oktober 2010 (8. Spieltag), als er bei der 2:3-Niederlage im Auswärtsspiel gegen die TSG 1899 Hoffenheim für Raúl Bobadilla in der 78. Minute eingewechselt wurde.
Im Januar 2012 verlieh Borussia Mönchengladbach Kachunga nach einem zweiwöchigen Probetraining bis zum Saisonende an den Drittligisten VfL Osnabrück. Für den VfL debütierte Kachunga am 7. Februar 2012 (24. Spieltag) bei der 2:3-Heimniederlage gegen den FC Rot-Weiß Erfurt und erzielte in der 34. Minute das Tor zum zwischenzeitlichen 2:0.
Zur Saison 2012/13 wurde Kachunga erneut ausgeliehen, diesmal an den Bundesligaabsteiger Hertha BSC. Für die Berliner debütierte er am 12. August 2012 (2. Spieltag) bei der 1:3-Niederlage im Auswärtsspiel gegen den FSV Frankfurt. Am 3. Januar 2013 wurde sein Leihvertrag wieder aufgelöst. Er wurde anschließend bis zum Saisonende 2013/14 an den SC Paderborn 07 verliehen. Am Ende dieser Saison stieg er mit Paderborn in die Bundesliga auf. Am 27. Mai 2014 band der SC Paderborn Kachunga dauerhaft an den Verein. Am 24. August 2014 (1. Spieltag) debütierte er in der Bundesliga beim 2:2-Unentschieden im Heimspiel gegen den 1. FSV Mainz 05. Mit dem zwischenzeitlichen 1:1 in der 37. Minute erzielte er das erste Bundesligator seines Vereins und sein erstes Tor in der Bundesliga.
Zur Saison 2015/16 verpflichtete ihn der FC Ingolstadt 04, für den er am 15. August 2015 (1. Spieltag) beim 1:0-Sieg im Auswärtsspiel gegen den 1. FSV Mainz 05 seinen Bundesligaeinstand gab. Er kam auf lediglich zehn Saisoneinsätze und blieb ohne Torerfolg.
Zur Saison 2016/17 wechselte er auf Leihbasis zum englischen Zweitligisten Huddersfield Town, für den er am 6. August 2016 (1. Spieltag) beim 2:1-Sieg im Heimspiel gegen den FC Brentford debütierte und mit dem Treffer zum 1:0 in der 50. Minute sein erstes Tor erzielte.
Im März 2017 wurde seitens Huddersfields eine vereinbarte Kaufoption über 1,3 Mio. Euro gezogen, so dass Kachunga zur Saison 2017/18 fest verpflichtet wurde. Er erhielt dabei einen Vertrag bis zum 30. Juni 2020.
Anfang September 2020 wechselte er innerhalb des englischen Fußballs zum Zweitligisten Sheffield Wednesday. Im August 2021 heuerte Kachunga in der dritten Liga bei den Bolton Wanderers per Zweijahresvertrag an. Seit 2023 ist er vereinslos.

### Nationalmannschaft
Sein Debüt im deutschen Nationaltrikot gab Kachunga am 14. Oktober 2008 in Elversberg beim torlosen Unentschieden der U17-Nationalmannschaft gegen die Auswahl Italiens. Sein erstes Länderspieltor erzielte er für die U18-Nationalmannschaft am 10. Oktober 2009 in Meppen beim 6:0-Sieg gegen die Auswahl Algeriens mit dem Treffer zum Endstand in der 87. Minute per Strafstoß. Für die U19-Nationalmannschaft erzielte er drei Tore in sieben Begegnungen. Am 5. Oktober 2011, beim 3:2-Sieg gegen die Auswahl Italiens in Reutlingen und am 9. September 2012, beim 2:2-Unentschieden gegen die Auswahl Polens in Großaspach, bestritt er jeweils ein Länderspiel für die U20-Nationalmannschaft. Am 5. September 2014 debütierte er in der U21-Nationalmannschaft, die in Halle (Saale) mit 2:0 gegen die Auswahl Irlands gewann.
Als Sohn eines kongolesischen (Demokratische Republik Kongo) Vaters und einer deutschen Mutter und weil er noch kein Pflicht-A-Länderspiel für Deutschland bestritten hatte, konnte Kachunga im März 2017 zum Fußballverband der Demokratischen Republik Kongo wechseln. Er wurde für ein Testländerspiel gegen Kenia am 26. März nominiert und gab bei einer 1:2-Niederlage sein Debüt, als er in der 78. Spielminute eingewechselt wurde.